# مخیکو گونسالس
مخیکو گونسالس (اسپانیایی: Mágico González‎؛ زادهٔ ۱۳ مارس ۱۹۵۸) بازیکن فوتبال اهل السالوادور بود.
از باشگاه‌هایی که در آن بازی کرده‌است می‌توان به باشگاه فوتبال کادیس، باشگاه فوتبال رئال وایادولید، و باشگاه فوتبال فاس اشاره کرد.
وی همچنین در تیم ملی فوتبال السالوادور بازی کرده‌است.